# Budomierz
Budomierz est une localité polonaise de la gmina et du powiat de Lubaczów en voïvodie des Basses-Carpates.